# Moritz Allé

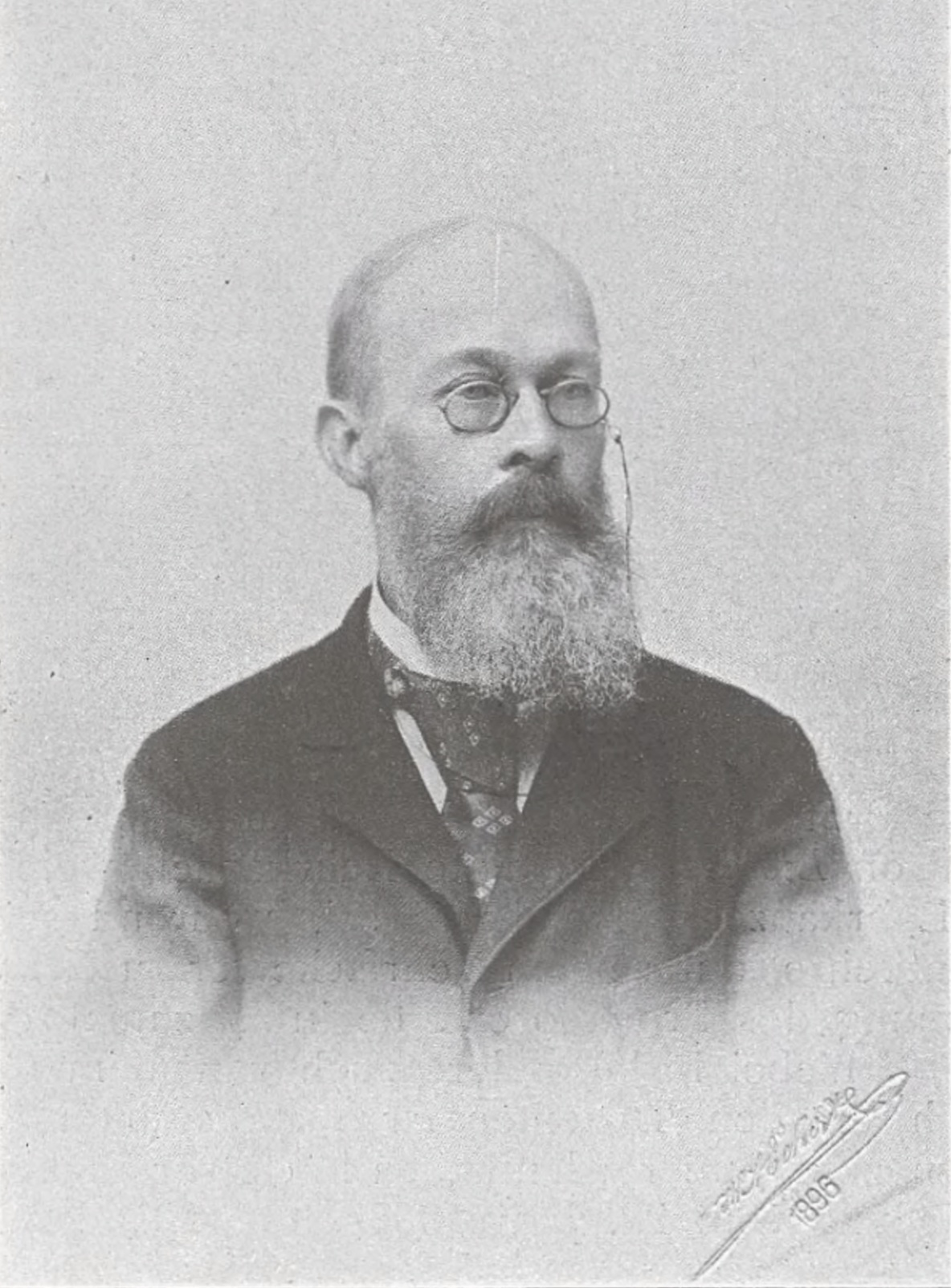
Moritz Alle

Moritz Allé (* 19. September 1837 in Brünn; † 6. April 1913 in Baden, Niederösterreich) war ein österreichischer Mathematiker, Astronom und Hochschullehrer. Er war Rektor der Technischen Hochschulen von Wien und Graz.

## Leben
Moritz Allé studierte an der Universität Wien Mathematik. Von 1856 bis 1859 war er Assistent an der Sternwarte Wien. 1860 promovierte er mit einer Dissertation mit dem Titel De methodis variis perturbationes speciales dictas computandi in Kiel zum Dr. phil., anschließend war er als Assistent (Adjunkt) an der Prager sowie der Krakauer Sternwarte tätig.
1867 wurde er zum Professor der Mathematik am damaligen Joanneum in Graz ernannt, von 1866 bis 1872 war er dort an der Lehrkanzel für höhere Mathematik und von 1872 bis 1882 an der Lehrkanzel für Mathematik II. Von 1. Oktober 1875 bis 30. September 1876 war er Rektor der Technischen Hochschule Graz. In Graz zählte unter anderem der Physiker und Elektroingenieur Nikola Tesla zu seinen Studenten.
Ab 1882 lehrte er an der Deutschen Technischen Hochschule Prag. 1896 wurde er an die Technische Hochschule Wien berufen, wo er bis 1906 ordentlicher Professor der Mathematik war und das Zweite Institut für Mathematik leitete. Im Studienjahr 1900/01 wurde er zum Rektor der Technischen Hochschule Wien gewählt. In seiner Amtszeit wurde das Promotionsrecht für die österreichischen technischen Hochschulen mit 19. April 1901 eingeführt. Im Jahr 1906 wurde er zum Hofrat ernannt.
Als Astronom arbeitete unter anderem an der Bahnbestimmung von Planeten und Kometen. Allé starb im Alter von 75 Jahren und wurde am Stadtpfarrfriedhof Baden bestattet.

## Publikationen (Auswahl)
- Opposition der Calliope im Jahre 1857. In: Sitzungsberichte der Kaiserlichen Akademie der Wissenschaften. Mathematisch-naturwissenschaftliche Classe. Band 21, 1856, ZDB-ID 211442-2, S. 379–381.
- Über die Bahn der Laetitia. In: Sitzungsberichte der Kaiserlichen Akademie der Wissenschaften. Mathematisch-naturwissenschaftliche Classe. Band 24, 1857, S. 159–161.
- Über die Bahn der Leda. In: Sitzungsberichte der Kaiserlichen Akademie der Wissenschaften. Mathematisch-naturwissenschaftliche Classe. Band 32, 1858, S. 258–266.
- Über die Bahn der Nemausa. In: Sitzungsberichte der Kaiserlichen Akademie der Wissenschaften. Mathematisch-naturwissenschaftliche Classe. Band 38, 1859, S. 749–757.
- Über die Bahn der Leda. In: Sitzungsberichte der Kaiserlichen Akademie der Wissenschaften. Mathematisch-naturwissenschaftliche Classe. Band 43, Abtheilung 2, 1861, ZDB-ID 211444-6, S. 585–593.
- Über die Entwicklung von Funktionen in Reihen, die nach einer besonderen Gattung algebraischer Ausdrücke fortschreiten. In: Sitzungsberichte der Kaiserlichen Akademie der Wissenschaften. Mathematisch-naturwissenschaftliche Classe. Band 52, Abtheilung 2, 1865, S. 453–478.
- Ein Beitrag zur Theorie der Funktionen von drei Veränderlichen. In: Sitzungsberichte der Kaiserlichen Akademie der Wissenschaften. Mathematisch-naturwissenschaftliche Classe. Band 72, Abtheilung 2, 1875, S. 289–310.
- Über die Bewegungsgleichungen eines Systems von Punkten. In: Sitzungsberichte der Kaiserlichen Akademie der Wissenschaften. Mathematisch-naturwissenschaftliche Classe. Band 73, Abtheilung 2, 1876, S. 25–46.
- Zur Theorie des Gauss’schen Krümmungsmasses. In: Sitzungsberichte der Kaiserlichen Akademie der Wissenschaften. Mathematisch-naturwissenschaftliche Classe. Band 74, Abtheilung 2, 1877, S. 9–38.
- Beiträge zur Theorie des Doppelverhältnisses und zur Raumcollineation. In: Sitzungsberichte der Kaiserlichen Akademie der Wissenschaften. Mathematisch-naturwissenschaftliche Classe. Band 85, Abtheilung 2, 1882, S. 1021–1034.
- Über die Ableitung der Gleichungen der drehenden Bewegung eines starren Körpers nach der Grassmann’schen Analyse. In: Mittheilungen der Deutschen mathematischen Gesellschaft in Prag. 1892, S. 64–68, (Digitalisat).
- Ein Beitrag zur Theorie der Evoluten. In: Sitzungsberichte der Kaiserlichen Akademie der Wissenschaften. Mathematisch-naturwissenschaftliche Classe. Band 113, Abtheilung 2a, 1904, ZDB-ID 211445-8, S. 53–70.
- Über infinitesimale Transformation. In: Sitzungsberichte der Kaiserlichen Akademie der Wissenschaften. Mathematisch-naturwissenschaftliche Classe. Band 113, Abtheilung 2a, 1904, S. 681–720.

Quelle: